# Lamprosema pallidipennis
Lamprosema pallidipennis là một loài bướm đêm trong họ Crambidae.